# برويز ناتل خنلري
برويز ناتل خنلري ( الفارسية: پرویز ناتل خانلری؛ 20 آذار 1914 - 23 آب 1990) كان باحثًا أدبيًا إيرانيًا، ولغويًا، ومؤلفًا، وباحثًا، وسياسيًا، وأستاذًا في جامعة طهران.

## السيرة
تخرج برويز ناتل خنلري من جامعة طهران عام 1943 بدرجة الدكتوراه في الأدب الفارسي، وبدأ مسيرته الأكاديمية في كلية الآداب والفنون. كما درس اللغويات في جامعة باريس لمدة عامين. ومنذ ذلك الحين أسس خنلري دورة جديدة في جامعة طهران تحت مسمى تاريخ اللغة الفارسية.
بصرف النظر عن مسيرته الأكاديمية التي استمرت حتى ثورة 1979، شغل خنلري العديد من المناصب الإدارية في إيران في الستينيات وحتى أواخر السبعينيات.
كان برويز ناتل خنلري مؤسس ورئيس تحرير مجلة سخن، وهي مجلة أدبية رائدة ذات انتشار واسع بين المثقفين والعلماء الأدبيين الإيرانيين من أوائل الأربعينيات إلى عام 1978.

## طالع أيضًا
- الأدب الفارسي
- الدراسات الإيرانية

## فهرس
- Milani، Abbas (2008). Eminent Persians: The Men and Women Who Made Modern Iran, 1941–1979. Syracuse University Press. ISBN:9780815609070.

## قراءة إضافية
- برويز ناتيل خانلاري، محرر، ديوان حافظ ، المجلد. 1، الغزليات (طهران، إيران، 1362 هـ /1983-1984م). تم ترجمة هذا العمل بواسطة بيتر أفيري ، مجموعة كلمات حافظ الشيرازي ، 603 صفحة (أركيتايب، كامبريدج، المملكة المتحدة، 2007).(ردمك 1-901383-09-1)رقم ISBN 1-901383-09-1
- عبد الحسين آدارانغ وإير، "خانلاري، بارفيز"، الموسوعة الإيرانية ، طبعة على الإنترنت، 2016

## روابط خارجية
- جواد اسحاقيان، دكتور خانلاري: موجة لم تهدأ ( دكتور خانلاري: موجة لم تهدأ )، بالفارسية، آتي بان ، 2008،  .
 ملاحظة: العنوان الفرعي لهذه المقالة هو إعادة صياغة لبيت من قصيدة فارسية طويلة للشاعر محمد إقبال (المعروف في إيران باسم إقبال لاهوري ).